# Dublin (Texas)
Dublin è una città della contea di Erath, nello Stato del Texas, negli Stati Uniti. Secondo il censimento del 2020, possedeva una popolazione di 3 359 abitanti.

## Geografia fisica
Secondo l'Ufficio del censimento degli Stati Uniti, ha una superficie totale di 3,59 mi² (9,30 km²).

## Storia
La città è stata fondata da A. H. Dobkins nel 1854 ed assunse il nome attuale nel 1860, esistono tre possibili teorie per la scelta del nome: "Double In", un termine utilizzato per avvertire gli attacchi da parte degli indiani, Dublino (Dublin in inglese), la capitale dell'Irlanda o per le cabine costruite con doppi tronchi dai primi coloni. Nel 1874 erano presenti un servizio di diligenze ed un ufficio postale. Nel 1881 venne costruita la linea ferroviaria della Texas Central Railroad fino a Mount Airy, una località distante qualche miglia da Dublin. J. D. Bishop progettò una città lungo la linea ferroviaria a quattro miglia a sud di Mount Airy. Gli abitanti, attratti dall'idea, decisero di trasferirsi dalla vecchia alla nuova Dublin. In un anno impreciso la nuova Dublin possedeva quarantacinque attività commerciali e sessantacinque abitazioni. La compagnia ferroviaria decise di spostare il deposito ferroviario da Mount Airy alla nuova Dublin.

## Società

### Evoluzione demografica
Secondo il censimento del 2020, la popolazione era di 3 359 abitanti. Al precedente censimento, quello del 2010, la popolazione era di 3 654 abitanti.

### Etnie e minoranze straniere
Secondo il censimento del 2020, la composizione etnica della città era formata dal 54,12% di bianchi, lo 0,48% di afroamericani, lo 0,42% di nativi americani, lo 0,54% di asiatici, lo 0,06% di oceaniani, lo 0,3% di altre etnie e il 2,89% di due o più etnie. Ispanici o latinos di qualunque etnia erano il 41,2% della popolazione.